# Немирко Костянтин Михайлович
Костянтин Михайлович Немирко (11 квітня 1983, м. Мінськ, Білорусь) — білоруський хокеїст, нападник. Майстер спорту. 
Вихованець хокейної школи «Юність» (Мінськ). Виступав за «Юність» (Мінськ), «Німан» (Гродно), «Хімік-СКА» (Новополоцьк), ХК «Брест», «Металург» (Жлобин), ХК «Вітебськ», «Металург» (Жлобин).
У складі молодіжної збірної Білорусі учасник чемпіонатів світу 2001 і 2002. У складі юніорської збірної Білорусі учасник чемпіонатів світу 2000 і 2001 (дивізіон I).
Досягнення
- Чемпіон Білорусі (2012), бронзовий призер (2011)
- Володар Кубка Білорусі (2011), фіналіст (2010).